# Leon Weintraub

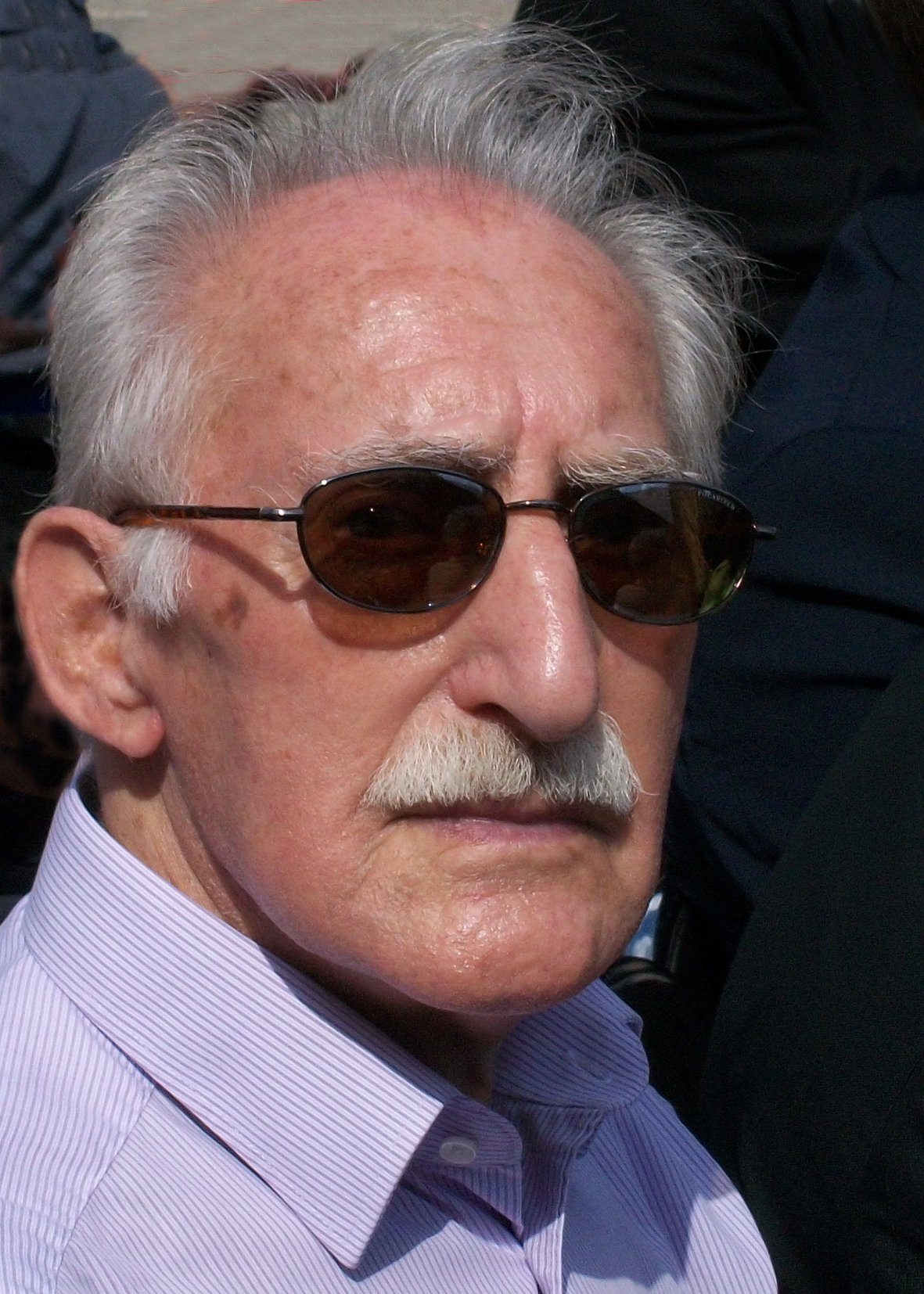
Leon Weintraub (2013)

Leon Weintraub (geboren 1. Januar 1926 in Łódź) ist ein Überlebender des Holocausts und Zeitzeuge. Er lebt in Schweden.

## Leben
Leon Weintraub ist das fünfte Kind einer jüdischen Familie in Łódź. Sein Vater starb 1927, so dass die Mutter ihn und seine vier Schwestern in Armut unter schwierigen Verhältnissen allein aufziehen musste. Mit 13 Jahren erlebte Leon im Zuge des deutschen Überfalls auf Polen den Einmarsch der Wehrmacht. 1940 wurde er zusammen mit seiner Mutter und seinen Geschwistern in das Ghetto Litzmannstadt umgesiedelt. Um zu überleben, arbeitete er in der Galvanisation einer Fabrik, die für das Deutsche Reich produzierte. Nach der Niederlage der Wehrmacht in Stalingrad im Februar 1943 begannen im Ghetto Litzmannstadt die Liquidierungen und Deportationen. Die Familie Weintraub versteckte sich zunächst, wurde jedoch entdeckt und im August 1944 ins Konzentrationslager Auschwitz-Birkenau deportiert. Leon wurde von seiner Familie getrennt, er war für den „Tod durch Vergasung“ vorgesehen, dem er nur durch Zufall entkam, indem er sich unbeobachtet einem Gefangenentransport anschloss. So gelangte er in das Konzentrationslager Groß-Rosen, wo er elektrische Arbeiten ausführte. Im Februar 1945 folgte die Verlegung in das Konzentrationslager Flossenbürg und im März ins Konzentrationslager Natzweiler-Struthof/Offenburg. Als die französische Armee näherrückte, trieben die SS-Mannschaften die Häftlinge weiter ins Landesinnere. Auf der Fahrt Richtung Bodensee gelang Leon Weintraub zusammen mit andern Häftlingen die Flucht, nachdem der Zug bei Hintschingen von einem Jagdbomber beschossen worden war. Nach einem nächtlichen Fußmarsch kamen sie am 23. April 1945 in Donaueschingen an, das zwei Tage zuvor von den Franzosen besetzt worden war. Er wog nur noch 35 Kilogramm und litt an Typhus. Von seiner Familie überlebten drei seiner älteren Schwestern das KZ Bergen-Belsen.
Nach Kriegsende begann Weintraub 1946 mit dem Medizinstudium in Göttingen, wo er Katja Hof heiratete. Das Paar bekam 1948 einen Sohn. Er arbeitete ab 1950 in einer Frauenklinik in Warschau. 1966 folgte die Promotion. Seine Anstellung als Oberarzt an der Frauenklinik in Otwock verlor er im März 1969 als Folge des zunehmenden Antisemitismus in Polen. Im selben Jahr emigrierte er mit seiner Familie nach Schweden. Seine Frau Katja Weintraub, eine Slavistin, die unter anderem Werke von Janusz Korczak aus dem Polnischen ins Deutsche übersetzt hat, starb 1970 in Stockholm. 1976 heiratete er zum zweiten Mal. Seinen Beruf als Gynäkologe übte er bis 1992 in Schweden aus.
Als Zeitzeuge des Holocausts hält Leon Weintraub Vorträge in Deutschland und Polen. In Dobra, einem kleinen polnischen Städtchen in der Nähe von Chelmno, hat Leon Weintraub den dortigen, ehemals verwahrlosten jüdischen Friedhof wieder zu einem würdigen Erinnerungsort gestalten lassen.

## Auszeichnungen
- 2004: Bundesverdienstkreuz am Bande[7]
- 2023: Paracelsus-Medaille[11]
- 2024: Bundesverdienstkreuz 1. Klasse[12]

## Veröffentlichungen
- Magda Jaros, Leon Weintraub: Pojednanie ze złem : historia chłopca z łódzkiego getta. Warschau : Bellona, 2021, ISBN 978-83-11-16172-6
- Leon Weintraub, Magda Jaros: Die Versöhnung mit dem Bösen. Geschichte eines Weiterlebens. Wallstein, Göttingen 2022, ISBN 978-3-8353-5232-2.

## Belege
1. ↑  Leon Weintraub spricht über den Abtranstransport in verschiedene Lager und seine Befreiung (Video), 3sat online
2. 1 2  Vortrag Dr. Weintraub, Website des Leibniz-Gymnasiums in Altdorf. Text: Thao My Lê (Memento des Originals vom 5. Dezember 2014 im Internet Archive)  Info: Der Archivlink wurde automatisch eingesetzt und noch nicht geprüft. Bitte prüfe Original- und Archivlink gemäß Anleitung und entferne dann diesen Hinweis.
3. ↑  In Donaueschingen verspürt er das Gefühl von Freiheit, Südkurier, 5. Mai 2010
4. ↑  USC Shoah Foundation Institute testimony of Leon Weintraub. In: United States Holocaust Memorial Museum
5. ↑  Holocaust: Das Ende des Vertrauens. Der lange Weg der Wieder-Mensch-Werdung (Videos mit Zeitzeugenberichten von Leon Weintraub). In: 3sat, Februar 2011
6. ↑  Die Nacht der Zeitzeugen, Bayerisches Fernsehen, 23. November 2014
7. 1 2  Leon Weintraub, Projekt Riese
8. ↑  Laudatio zur Verleihung der Paracelsus-Medaille. Bundesärztekammer, 2023, abgerufen am 17. Mai 2023.
9. ↑  Zum Beispiel: Münchner Volkstheater: “Jugendliche im Holocaust. Tag der Quellen – Nacht der Zeitzeugen”, 6. November 2014; Stadt Nürnberg: Zeitzeugengespräch mit Leon Weintraub (Memento vom 5. März 2016 im Internet Archive); Die Bewahrung des Lebens zum Beruf gemacht. Holocaustüberlebender erzählt. Badische Zeitung, 19. Mai 2010; Opening ceremony of the Place of Remembrance in Dobra, Poland, Tuesday, 19 August 2008. Speech by Leon Weintraub
10. ↑  Gedenkstätte Dobra bei Bildungswerk Stanisław Hantz
11. ↑  Paracelsus-Medaille der Ärzteschaft: Stehende Ovationen für Leon Weintraub. 16. Mai 2023, abgerufen am 17. Mai 2023.
12. ↑  Bekanntgabe der Ordensträgerinnen und Ordensträger. In: bundespraesident.de. 1. Oktober 2024, abgerufen am 24. Oktober 2024.

| Personendaten    | Personendaten                        |
| ---------------- | ------------------------------------ |
| NAME             | Weintraub, Leon                      |
| KURZBESCHREIBUNG | Überlebender des Holocausts und Arzt |
| GEBURTSDATUM     | 1. Januar 1926                       |
| GEBURTSORT       | Łódź                                 |